# Caesar DiMauro
Caesar DiMauro (* um 1925; † um 1990) war ein US-amerikanischer Jazz- und Orchestermusiker (Tenorsaxophon, Oboe).
Caesar DiMauro arbeitete in den 1950er-Jahren u. a. (mit Dave Schildkraut, Al Cohn, Gene DiNovi, Chuck Wayne, Clyde Lombardi und Sonny Igoe) in der Begleitband von Tony Bennett („Old Devil Moon“, „Give Me The Simple Life“, Columbia 1954). Weitere Aufnahmen entstanden im Juli 1957, als er dem Chuck Wayne Orchestra angehörte (String Fever, Vik Records). Als Oboist spielte er außerdem in klassischen Ensemble The Staten Island Chamber Music Players. Noch 1988 trat er mit eigenem Jazzsensemble in einem New Yorker Club auf.